# Derailed - Attrazione letale
Derailed - Attrazione letale (Derailed) è un film del 2005 diretto da Mikael Håfström, ed interpretato da Clive Owen, Jennifer Aniston, Vincent Cassel, Melissa George ed Addison Timlin nella sua prima apparizione cinematografica.
Il film è tratto da un romanzo di James Siegel.

## Trama
Charles Schine è un padre di famiglia felicemente sposato che lavora come grafico pubblicitario. Un giorno incontra in treno Lucinda Harris, donna bella e affascinante, sposata e madre. Fin dai primi istanti, i due rimangono attratti l'uno dell'altra, iniziando una relazione clandestina. Una sera, i due decidono di andare in un motel di passaggio per fare l'amore ma il rapporto sessuale viene interrotto da LaRoche, un rapinatore, che irrompe nella loro stanza, li minaccia, li deruba, tramortisce Charles, violenta Lucinda e se ne va. La drammatica esperienza induce Lucinda a interrompere la loro relazione. Charles vorrebbe chiamare la polizia ma Lucinda, sposata con un uomo ricchissimo, non è d'accordo poiché teme di perdere la propria agiatezza e vuole evitare che le rispettive famiglie scoprano la loro relazione. Da questo momento, la vita di Charles diventa un incubo: LaRoche lo rintraccia dai documenti e inizia a ricattarlo, chiedendogli ventimila dollari; Charles glieli consegna ma poco tempo dopo, LaRoche gli chiede un ultimo prestito di centomila dollari.
Non sapendo come reagire, Charles si confida con Winston, un dipendente della medesima azienda, nonché ex detenuto, che promette di aiutarlo in cambio di diecimila dollari. LaRoche però uccide Winston, rinnovando le minacce e l'altissima richiesta di denaro a Charles che nasconde il cadavere di Winston in un fiume. Qualche giorno dopo, Charles riceve una chiamata da LaRoche, in cui minaccia di morte Lucinda se non porterà subito il denaro. L'uomo è costretto a sottrarre i soldi messi da parte per la malattia della figlia e a consegnarli a LaRoche, che lascia l'appartamento di Lucinda assieme al suo complice, Dexter.
Il cadavere di Winston viene trovato e lo zio poliziotto indaga sul caso e chiede di incontrare Charles con il suo avvocato.
Disperato, la mattina dell'incontro Charles decide di rintracciare Lucinda per farle sapere che sarà costretto a raccontare tutto alla polizia. Scopre però che la donna gli ha sempre mentito: il suo nome non è Lucinda, ma Jane; non ha una figlia e soprattutto è complice ed amante di LaRoche. Perciò Lucinda ha usato Charles per il suo denaro: l'aggressione al motel era stata una montatura pianificata per ricattarlo. A questo punto Charles decide di ribellarsi scoprendo infatti che Lucinda sta ripetendo la stessa trama con un altro uomo, Sam Griffin. Charles interviene sventando l'aggressione e ne nasce una violenta sparatoria in cui muoiono Lucinda, Sam, LaRoche e Dexter.
Charles, unico superstite della strage, riesce a non farsi coinvolgere e a recuperare la valigia con i centomila dollari; tuttavia i suoi datori scoprono che i soldi che Charles aveva dato a Winston erano stati rubati da un fondo di spese bancario e per questo Charles viene condannato a svolgere dei servizi socialmente utili, insegnando in un carcere. Un giorno va nella lavanderia della prigione e qui trova LaRoche, sopravvissuto alla sparatoria, che lo minaccia; ne nasce una breve colluttazione dopodiché Charles accoltella LaRoche uccidendolo. Uscendo, Charles confessa di aver ucciso LaRoche dopo essere stato aggredito e incontra lo zio di Winston che ha capito che LaRoche è l'assassino del nipote, dopodiché Charles se ne va tornando dalla sua famiglia.